# KrAZ Cougar
Pour les articles homonymes, voir Cougar (homonymie).
Le KrAZ Cougar, en ukrainien : КрАЗ Кугуар est un véhicule de transport de troupes blindé à roues.

## Historique
C'est un véhicule conçu par STREIT Group et fabriqué par KrAZ sous licence sur une base de Toyota Land Cruiser (J70).

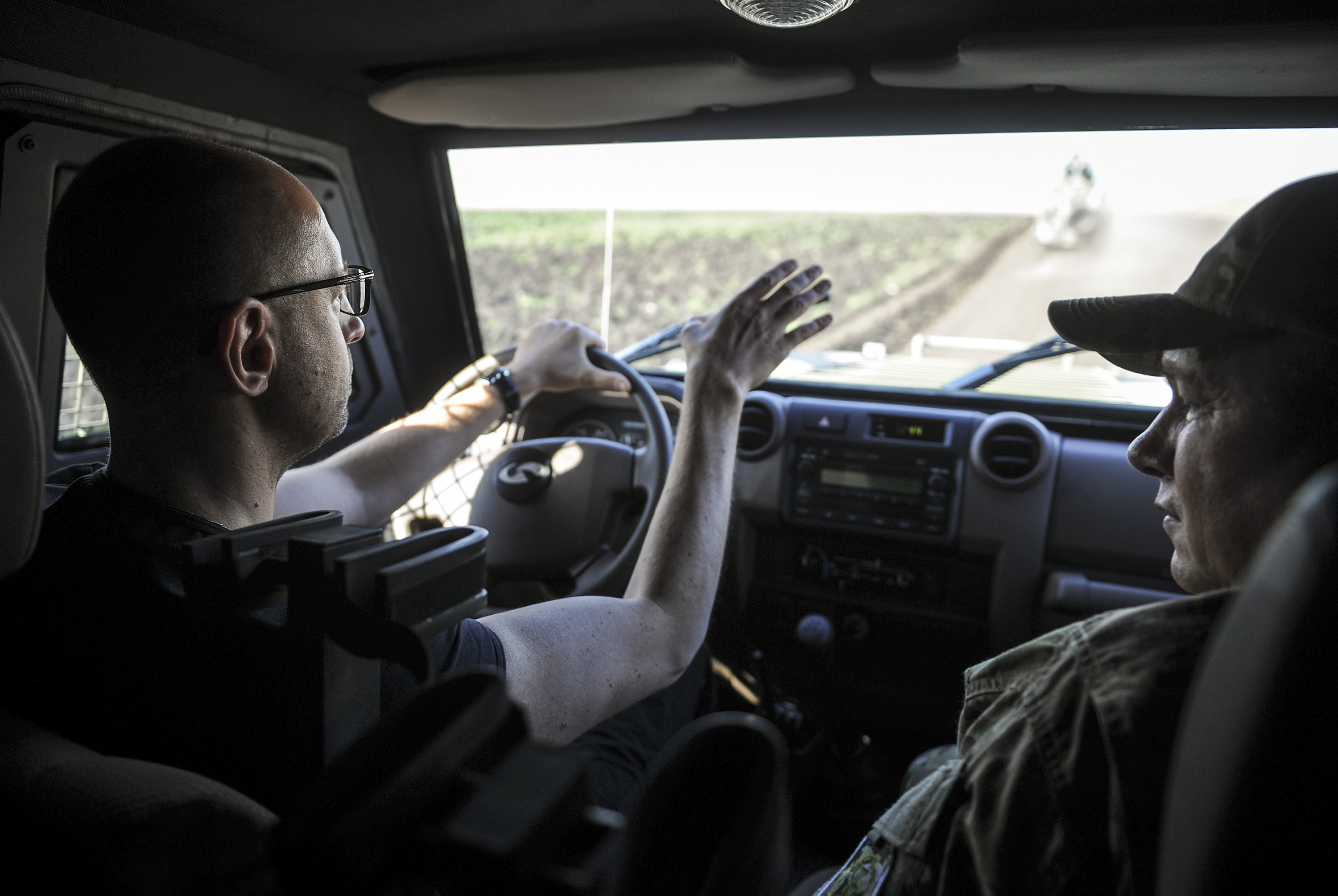
L'intérieur du véhicule.

## Pays utilisateurs

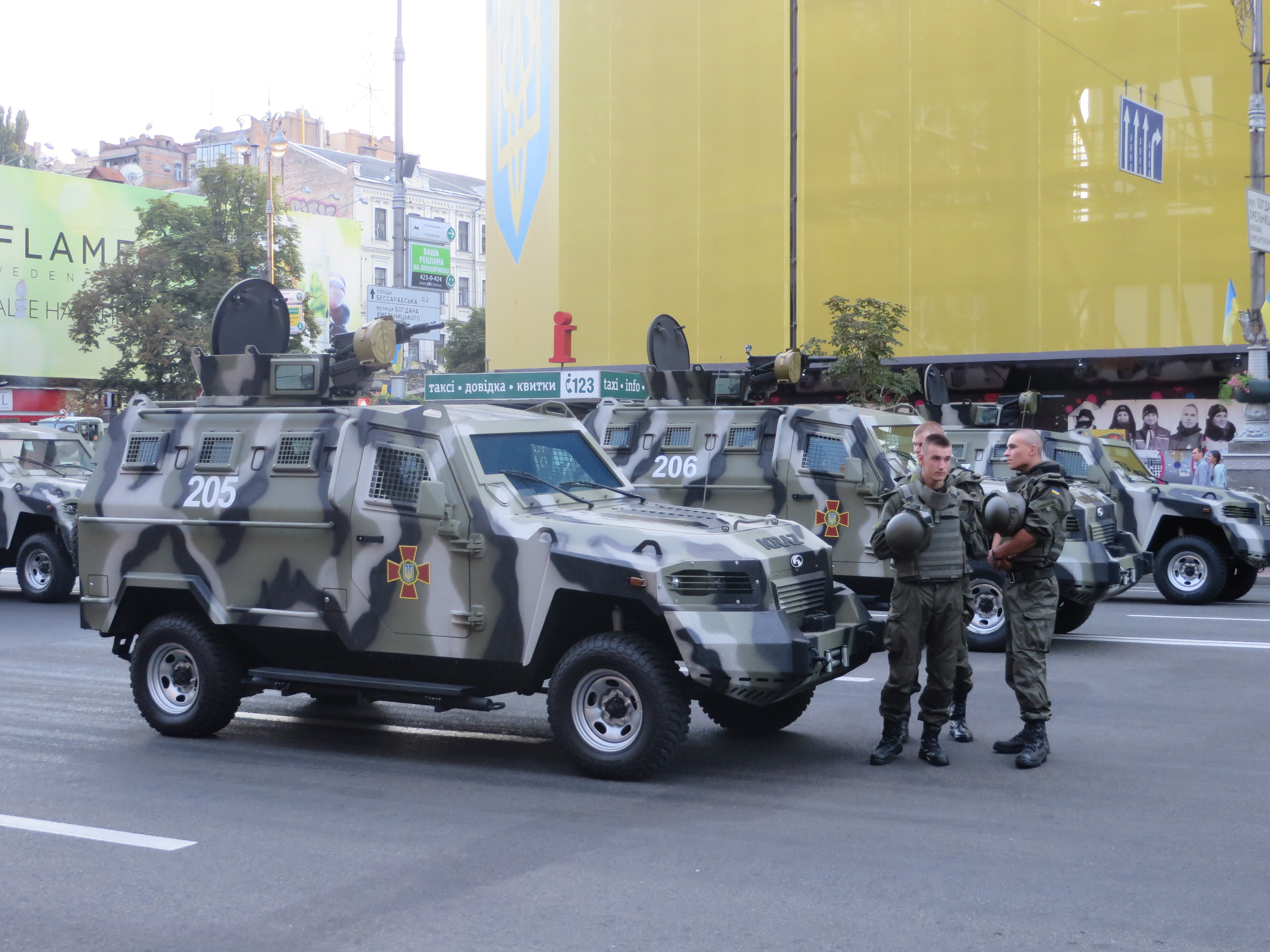
Un Cougar de l'Ukraine en 2014.

- Organisation pour la sécurité et la coopération en Europe ;
- Ukraine : 
  - Garde nationale de l'Ukraine,
  - Service national des gardes-frontières d'Ukraine
  - Armée de terre ukrainienne.